# Новосергиевский (Орловская область)
Новосергиевский — посёлок в Урицком районе Орловской области России.
Входит в состав Луначарского сельского поселения.

## География
Расположен севернее посёлка Колос вдоль автомагистрали Р-120. Севернее посёлка находится трасса для мотокросса.
В Новосергиевском имеются две улицы — им. Бурунова П. С. и Новая.

## Население
| 2010 |
| ---- |
| 9    |